# Smilax officinalis
Smilax officinalis är en enhjärtbladig växtart som beskrevs av Carl Sigismund Kunth. Smilax officinalis ingår i släktet Smilax och familjen Smilacaceae. Inga underarter finns listade.